# Lea Ypiová
Lea Ypiová (nepřechýleně Lea Ypi; * 8. září 1979) je albánská politoložka. Je profesorkou politické teorie na London School of Economics. V roce 2022 byla britským časopisem Prospect jmenována jednou z deseti nejdůležitějších myslitelů světa a deníkem Frankfurter Allgemeine Zeitung jednou z nejvýznamnějších kulturních osobností. Její práce byly přeloženy do 30 jazyků a získala řadu cen, včetně ceny Briana Barryho od Britské akademie za vynikající výsledky v politologii a ceny Leverhulme Prize za vynikající výzkum. V roce 2020 byla zvolena do akademie Academia Europaea a je členkou poroty Deutscher Memorial Prize.

## Život
Ypiová se narodila v Tiraně jako nejstarší dítě Xhaferra Ypiho a Vjollce Veliové, kteří se zapojili do albánské demokratické politiky v době před albánskou občanskou válkou v roce 1997. Vyrůstala v komunistické i postkomunistické Albánii a zkušenost s tímto přechodem je hlavním tématem její knihy Free: Coming of Age at the End of History (2021). Její rodina byla za komunistické vlády donucena k ateismu, ale byla původně muslimská (Ypiová říká, že je nyní agnostičkou). Jeden z pradědečků z otcovy strany, Xhafer Ypi, byl ve 20. letech krátce ministerským předsedou Albánie a také velmi krátce vedl albánskou vládu po italské okupaci. Jeho syn, dědeček Ypiové, byl albánskou komunistickou vládou 15 let vězněn.
Ypiová získala v roce 2002 na univerzitě La Sapienza v Římě laureát filozofie a v roce 2004 na stejné instituci laureát v literatuře. V roce 2005 získala titul Master of Research na Evropském univerzitním institutu a doktorát tamtéž v roce 2008. Před nástupem na LSE působila jako postdoktorandská výzkumnice na Nuffield College v Oxfordu.
Kromě své rodné albánštiny Ypiová mluví plynně anglicky, italsky a francouzsky, domluví se i německy a španělsky.

## Dílo
Ypiová bádá o normativní politické teorii (včetně demokratické teorie, teorie spravedlnosti a otázek migrace a územních práv), osvícenském politickém myšlení (zejména o Kantovi), marxismu a kritické teorii. Zabývá se také intelektuální historií Balkánu, zejména své rodné Albánie.